# Riebeek-Wes
Riebeek-Wes este un oraș din provincia Wes-Kaap, Africa de Sud.

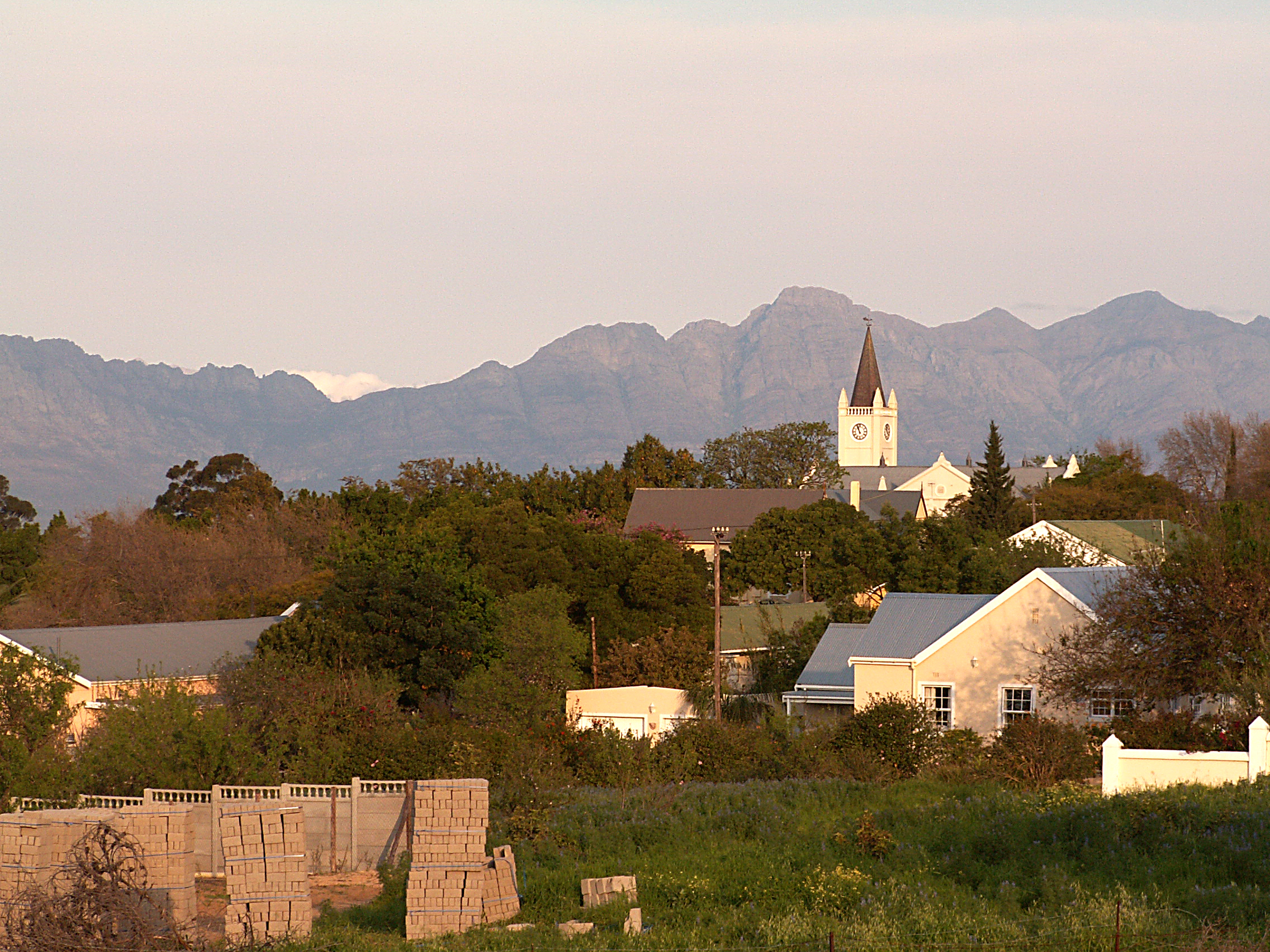
Riebeek-Wes